# 书院巷 (苏州)
书院巷位于中华人民共和国江苏省苏州市，长564米，宽6至9米。宋元时期巷内曾设有鹤山书院，明清时期曾设立巡抚大臣行馆、巡执衙门，画家吴作人故居亦在此巷中。

## 名称历史
唐宋时期，有牌坊立于巷东，时称“南宫坊”；
五代时期，广陵王钱元璙建南园在此，宋代起称南园巷；
元代，魏起在此恢复宋理宗时期的鹤山书院，遂称书院巷。
明清时期，以书院旧址为巡抚大臣行馆、巡执衙门，故该巷又称抚署前或抚辕前。

## 备注
1. ↑  宋理宗魏了翁宅于南园巷,并书赐“鹤山书院”四字，曾孙魏起于元代在此恢复鹤山书院